# 초 밀집 왜소 은하
초 밀집 왜소은하(영어: Ultra-compact dwarf galaxy, UCD)는 최근에 발견된 매우 높은 항성 분포를 가진 매우 밀집한 은하의 유형이다. 이들은 대략 직경 200 광년에 약 1억 개의 별을 포함하는 것으로 추정된다. 이들은 부유은하단의 중심을 통해 끌려가다 조석 상호작용에 의해 외피층의 가스와 별들이 뜯겨져 나간 응집한 왜소 타원 은하의 핵일 것으로 이론화되었다. UCD는 처녀자리 은하단, 화로자리 은하단, 아벨 1689, 머리털자리 은하단 등 은하단에서 발견된다. UCD의 극단적인 예시로는 약 5,400만 광년 떨어져 있는 M60-UCD1이 있다. 이는 반경 160 광년 이내에 대략 2억 태양 질량의 물질을 포함하고, 중심 영역에 밀집된 별들 사이의 거리는 우리 은하에서 지구가 위치한 영역에서의 별들보다 약 25배 가깝다.